# Riviera (géographie)
Pour les articles homonymes, voir riviera.

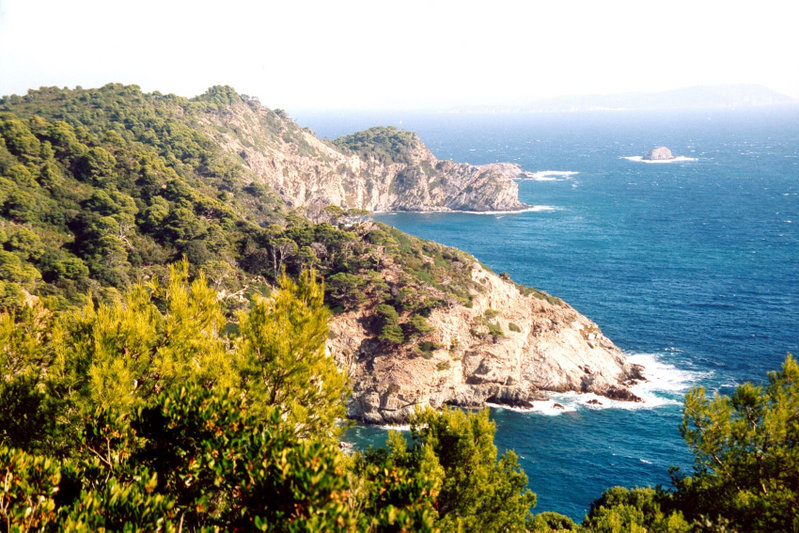
Un exemple de riviera : l'Île de Porquerolles (Var, France)

Alors que le terme désigne initialement une région côtière, une riviera (de l’italien riviera, « rivage ou rive »), est par extension géographique un littoral ou le rivage d'un lac, limité très vite par la montagne et fortement structuré par l'activité touristique. L'attractivité de ce littoral vient notamment du fait de l'attrait de certaines de ses activités (tourisme balnéaire, loisirs, culture…), de ses aménités paysagères (en premier lieu les vues sur la mer et l'accès aux plages) et de la réputation en matière de cadre de vie (climatisme, héliotropisme), ce qui vaut au terme de riviera d'être « souvent utilisé de façon abusive par les professionnels du marketing touristique ».

## Caractéristiques
Les premières rivieras sont nées sur les littoraux italiens et français de la Méditerranée, au XIXe siècle.
Il existe un relatif consensus parmi les historiens et géographes pour reconnaître « trois éléments essentiels constitutifs d'une riviera : une image touristique qui s'ancre dans une certaine historicité… un littoral caractéristique constitué d'un étroit trottoir rocheux limité de part et d'autre par la montagne et la mer… un climat méditerranéen ou sub-méditerranéen (mer Noire) ».
Par extension, le terme désigne des rivieras touristiques qui entrent dans la composition de choronymes attribués aux étendues côtières investies par le tourisme et densément aménagées, sans qu'elles ne soient dotées de ces trois éléments constitutifs.

## Exemples

### Bordure de mers ou d'océans
- La Riviera méditerranéenne et la Riviera romagnole en Italie.
- La Côte d'Azur en France.
- La Riviera allemande, la côte sud de la mer Baltique au Mecklembourg-Poméranie-Occidentale
- La Riviera turque
- La Costa Brava, la Costa Blanca, la Costa Daurada, la Costa del Sol en Espagne.
- La Côte dalmate en Croatie.
- La côte ouest de la Floride
- Le littoral tunisien à Hammamet et à Djerba.
- La Riviera russe
- La Riviera Maya
- etc.

### Lacs
- La Riviera vaudoise en Suisse.
- La Riviera tessinoise, région du Tessin en Suisse.
- Aix-les-Bains Riviera des Alpes, nouvelle marque commerciale d'Aix-les-Bains en France, créée en 2016 dans le but de promouvoir la destination touristique[4].